# Kupferschmiede in Cerdon
Die Kupferschmiede  in Cerdon, französisch Cuivrerie de Cerdon, ist eine ehemalige Kupfermühle mit drei Wasserrädern in Frankreich, die seit 2013 unter Denkmalschutz steht. Sie gilt als eine der letzten Kupfermühlen Europas, die noch bis 2010 an ihrem ursprünglichen Standort produzierte. Nachdem das ursprüngliche Unternehmen 1979 liquidiert wurde, arbeitete die Kupfermühle ab 1980 als Museumsbetrieb, bis sie 2010 in finanzielle Schwierigkeiten geriet und geschlossen wurde. Sie wurde 2013 unter Denkmalschutz gestellt, Im März 2018 kaufte das Département Ain die Kupferfabrik. Sie soll nach einem Umbau im Sommer 2022 als Museum wieder eröffnet werden.[veraltet]

## Geschichte
Im Jahre 1854 gründete Charles Eugène Main zusammen mit seinen beiden Söhnen Joseph und Charles Eugène das Unternehmen Main & fils zur Herstellung von Kochgeschirr und anderen Gegenständen aus Kupfer. Der Betrieb war im Gebäude einer alten Papiermühle untergebracht. Der Bach La Suisse, der zum Antrieb des Mühlrads genutzt wurde, war der einzige Grund für die Ansiedlung des Betriebs in Cedron – in der Region gab es kein abbauwürdiges Kupfer. Das Mühlrad wurde anfänglich lediglich zum Antrieb der Polierwalzen genutzt. 1860 kam ein zweites Mühlrad hinzu, das zum Antrieb der Treibhämmer genutzt wurde.
Das Unternehmen entwickelte sich schnell. Es wurden hauptsächlich Produkte für den Export nach Nordafrika und in den Orient hergestellt. Dazu gehörten Artikel wie Tabletts, arabische und türkische Teekannen, Kohlenbecken, Wasserkessel, Bettflaschen, die nach Algerien, Tunesien und den Libanon verkauft wurden. Eine Spezialität war die Herstellung von Kupferbecken für die Seidenindustrie, die verwendet wurden, um die Kokons der Seidenraupe abzuhaspeln. Im Jahr 1871 wurde das Unternehmen ausgewählt für die Lieferung von 300 Kupferbecken nach Japan für die Seidenfabrik in Tomioka. Die Seidenfabrik war Ende des 19. Jahrhunderts die größte der Welt war und ist heute UNESCO-Welterbe.
Ein weiteres Standbein war Besteck aus Neusilber. Anfangs bereitete diese Legierung aus Kupfer, Nickel und Zink große Probleme bei der Verarbeitung, die aber durch Main gelöst werden konnten. Anfang des 20. Jahrhunderts hatten sich die Kupferschmiede, Drücker und Kupferschläger aus Cerdon weltweit einen Namen gemacht und erhielten den Spitznamen «Magnins». Die Kupfermühle Cerdon gehörte Anfang des 20. Jahrhunderts zu den größten Frankreichs. Sie beschäftigte damals 80 Arbeiter.
Während des Ersten Weltkriegs war die Situation wirtschaftlich schwierig. Zwar ging das Exportgeschäft ungebremst weiter, aber es fehlte die Belegschaft, um die Aufträge abzuarbeiten. 1915 wurde eine neue Drückerei mit zwölf Drückmaschinen eröffnet, die durch ein drittes Wasserrad angetrieben wurde. 1924 wurde eine neue große 150 t-Stanzpresse beschafft. Für deren Antrieb musste das zweite Mühlrad vergrößert werden, damit mehr Leistung zur Verfügung stand. Die Presse stammte aus den USA und musste nach Ankunft mit dem Schiff sechs Monate lang montiert werden.
In den 1960er Jahren setzte die Landflucht ein, sodass Arbeitskräfte fehlten. Außerdem wurde die ausländische Konkurrenz stärker, sodass dem Unternehmen das Geld fehlte, um die technische Ausrüstung zu erneuern. 1950 waren etwa 20 Mitarbeiter beschäftigt, 1973 waren es noch etwa ein Dutzend. Das Unternehmen wird an ausländische Investoren verkauft und 1979 liquidiert.
Im Jahr 1980 kauften zwei geschichtlich interessierte Nachfahren ehemaliger Fabrikarbeiter die Kupferfabrik mit dem Ziel, sie der Öffentlichkeit zugänglich zu machen. Die Maschinen der Werkstatt, davon viele aus der Anfangszeit der Fabrik, wurden restauriert und wieder in Betrieb genommen. Nachdem einige Tage der offenen Tür organisiert wurden, war das Projekt so erfolgreich, dass in den Sommermonaten während sieben Tagen in der Woche Führungen angeboten wurden. Es wurden junge Mitarbeiter ausgebildet, sodass innerhalb von 5 Jahren 14 Arbeitsplätze geschaffen wurden. Zeitweise wurden jährlich bis zu 80.000 Besucher empfangen.
Eine 1985 eingerichtete Abteilung zur Herstellung von Rückenspritzen musste nach drei Jahren wieder schließen. Die aus Kupfer hergestellten Geräte konnten gegenüber den Spritzen mit Kunststofftank nicht bestehen. Unter dem Namen Presti-France wurden ab 1986 Sportpreise hergestellt. 1992 wurde eine Abteilung für Emaillieren eingerichtet, die einerseits der Abteilung für Sportpreise zuarbeitete, aber auch die Anfang der 1990er Jahre starke Nachfrage nach Pins befriedigte.
Das 2007 erlangte Label Living Heritage Company konnte das Unternehmen nicht retten, sodass es 2010 endgültig seine Pforten schloss. Die Gebäude und Anlagen der Kupferfabrik wurden 2018 vom Departement Ain erworben, um sie wieder der Öffentlichkeit zugänglich zu machen. Ein neues museales Konzept, das mit Augmented-Reality-Geräten arbeitet, soll verschiedene audiovisuelle Erfahrungen für den Besucher bieten. Die drei Wasserräder und der Mühlkanal sind außer Betrieb und müssen renoviert werden.

## Technik
Die Fabrik wurde von drei Mühlrädern angetrieben. Durch Bearbeiten von Kupferblech wurden die Gebrauchsgegenstände hergestellt. Während dem Treiben der Werkstücke mussten sie immer wieder in einer Esse weichgeglüht werden, weil Kupfer durch das Umformen hart und spröde wird. Die Esse wurde auch für das Hartlöten beim Zusammenfügen von Teilen, das Herstellen von Kleinteilen wie zum Beispiel der Griffe der Kochtöpfen und zum Patinieren genutzt.
In der 1915 in Betrieb genommenen Drückerei wird das Kupfer durch Drücken bearbeitet. Der Antrieb der Maschinen erfolgt über eine Transmission, die ursprünglich vom dritten Wasserrad angetrieben wurde, später aber auf elektrischen Antrieb umgebaut wurde. In der Stanzerei wurden die dazu notwendigen Rohteile aus den Kupferblechen gestanzt. In der Kupferschmiedewerkstatt werden kupferne Gegenstände repariert und durch Ziselieren dekoriert.